# Șutu, Cluj

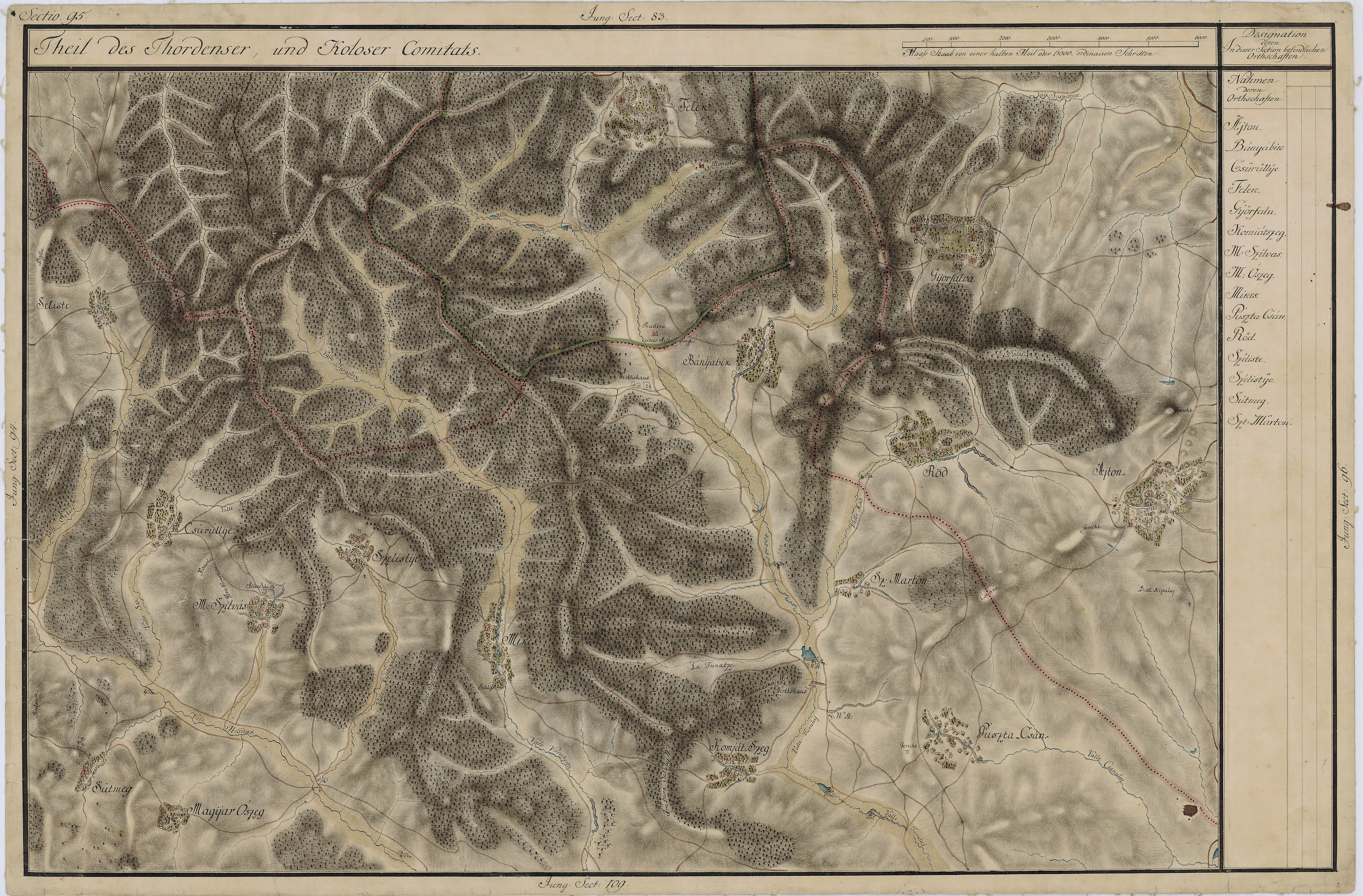
Şutu pe Harta Iosefină a Transilvaniei, 1769-1773
(Sectio 095)

Șutu (în trecut Șuțu; în maghiară Sütmeg) este un sat în comuna Ciurila din județul Cluj, Transilvania, România.
Pe Harta Iosefină a Transilvaniei din 1769-1773 (Sectio 095), localitatea apare sub numele de „Sütmeg”.

## Monumente dispărute
- Biserica de lemn din Șutu

## Personalități
- Octavian Balint (1919-1962), inginer, profesor universitar, deținut politic

## Galerie de imagini

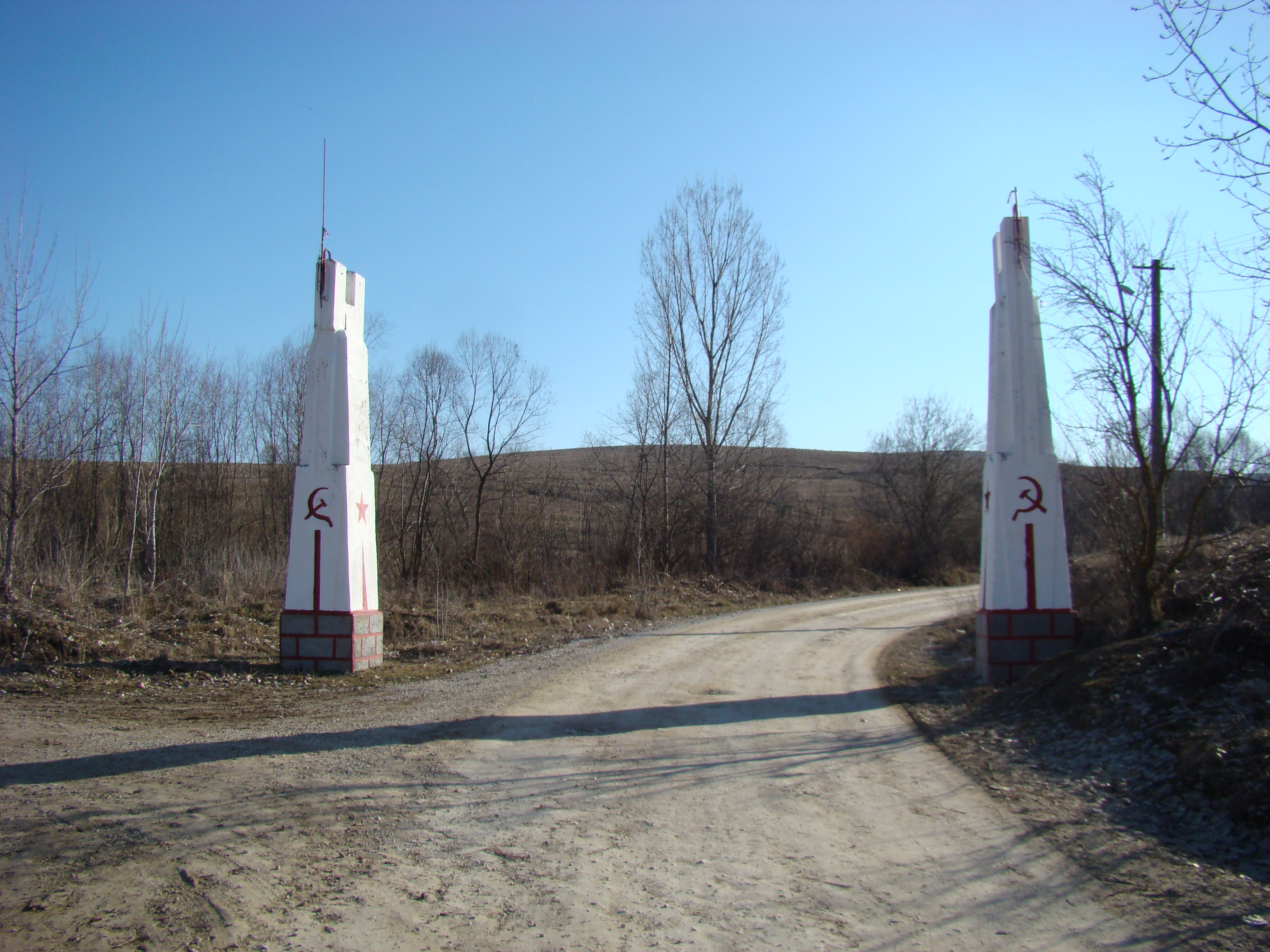
Ruinele comunismului
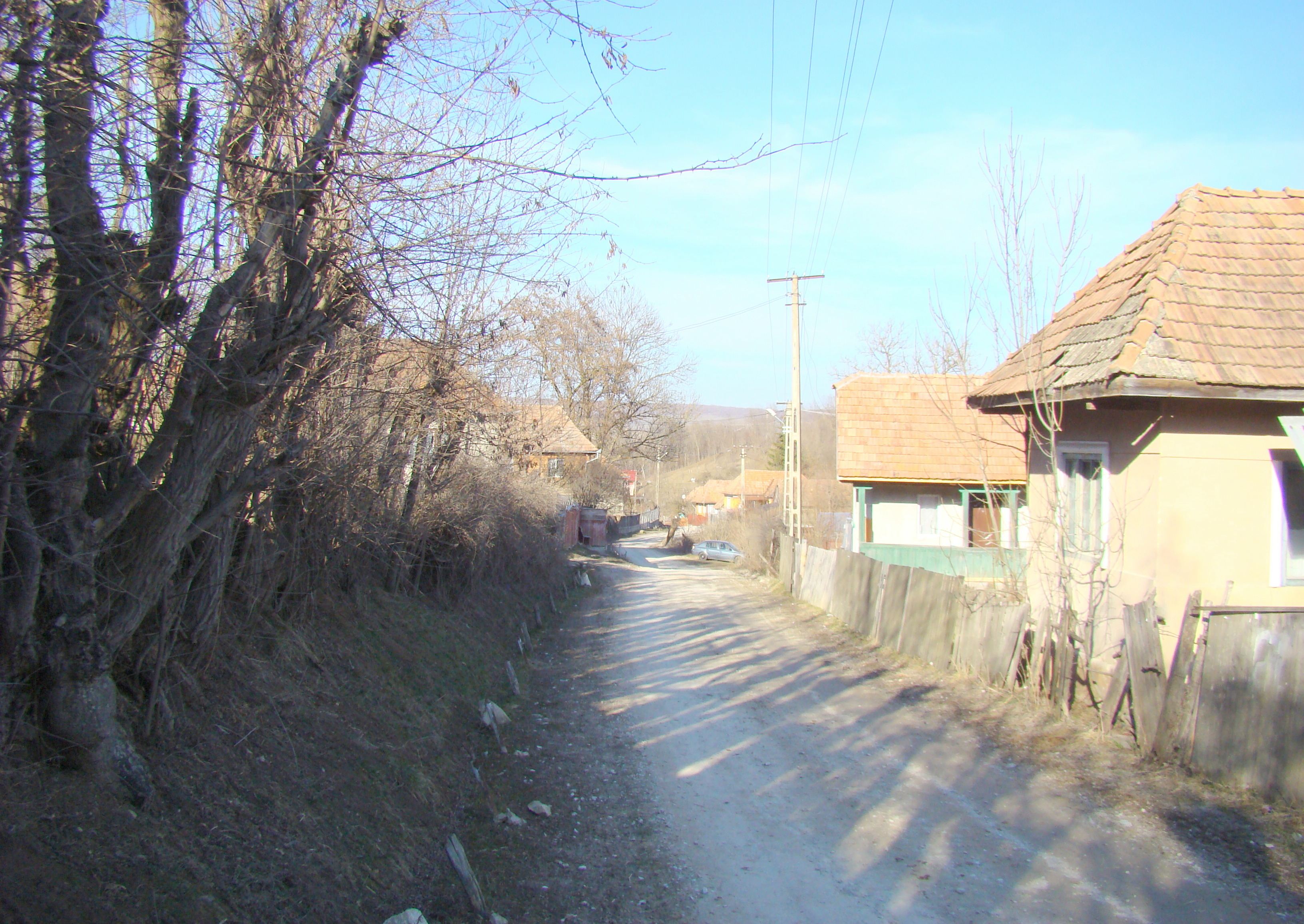
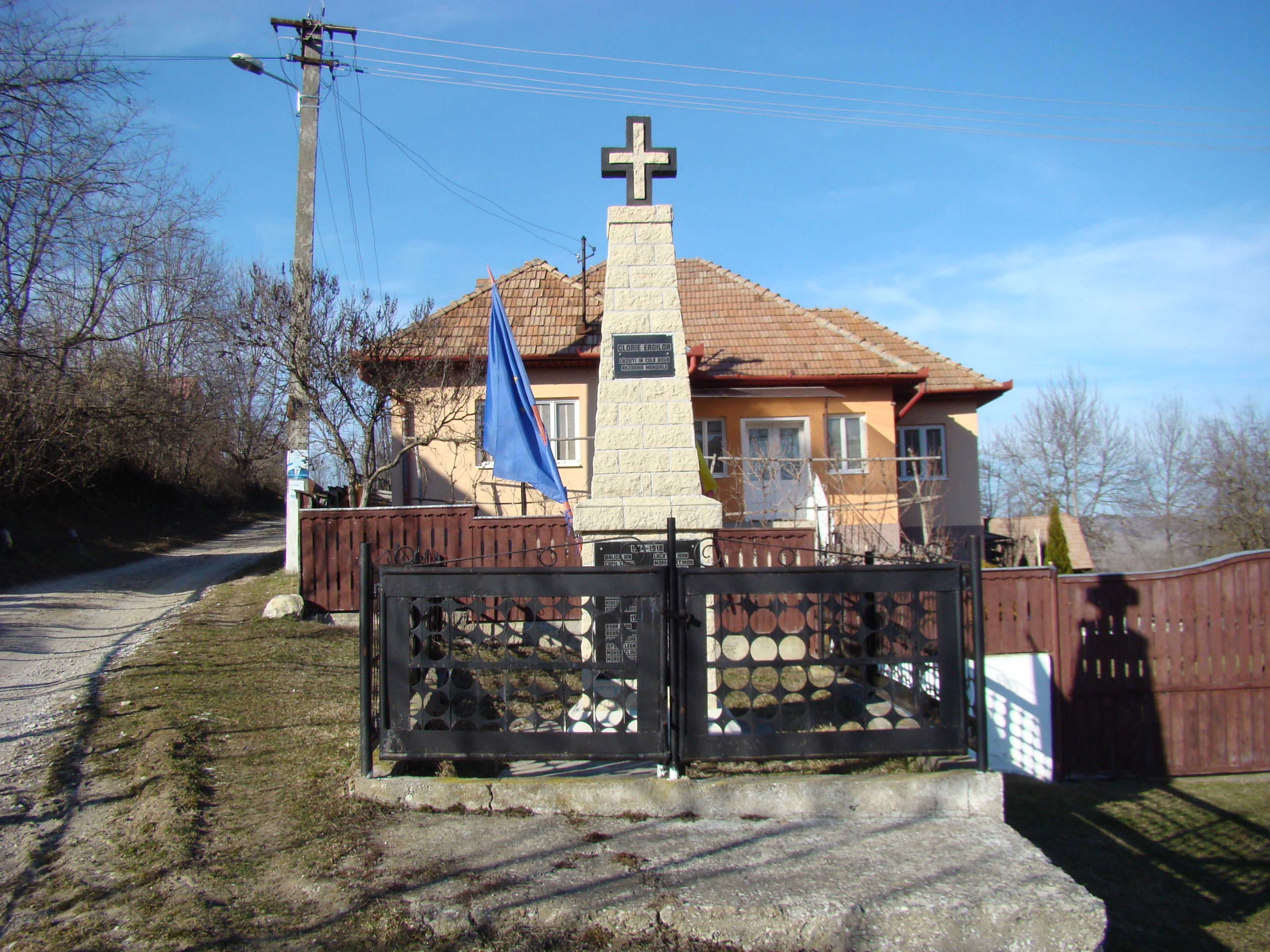
Monumentul Eroilor
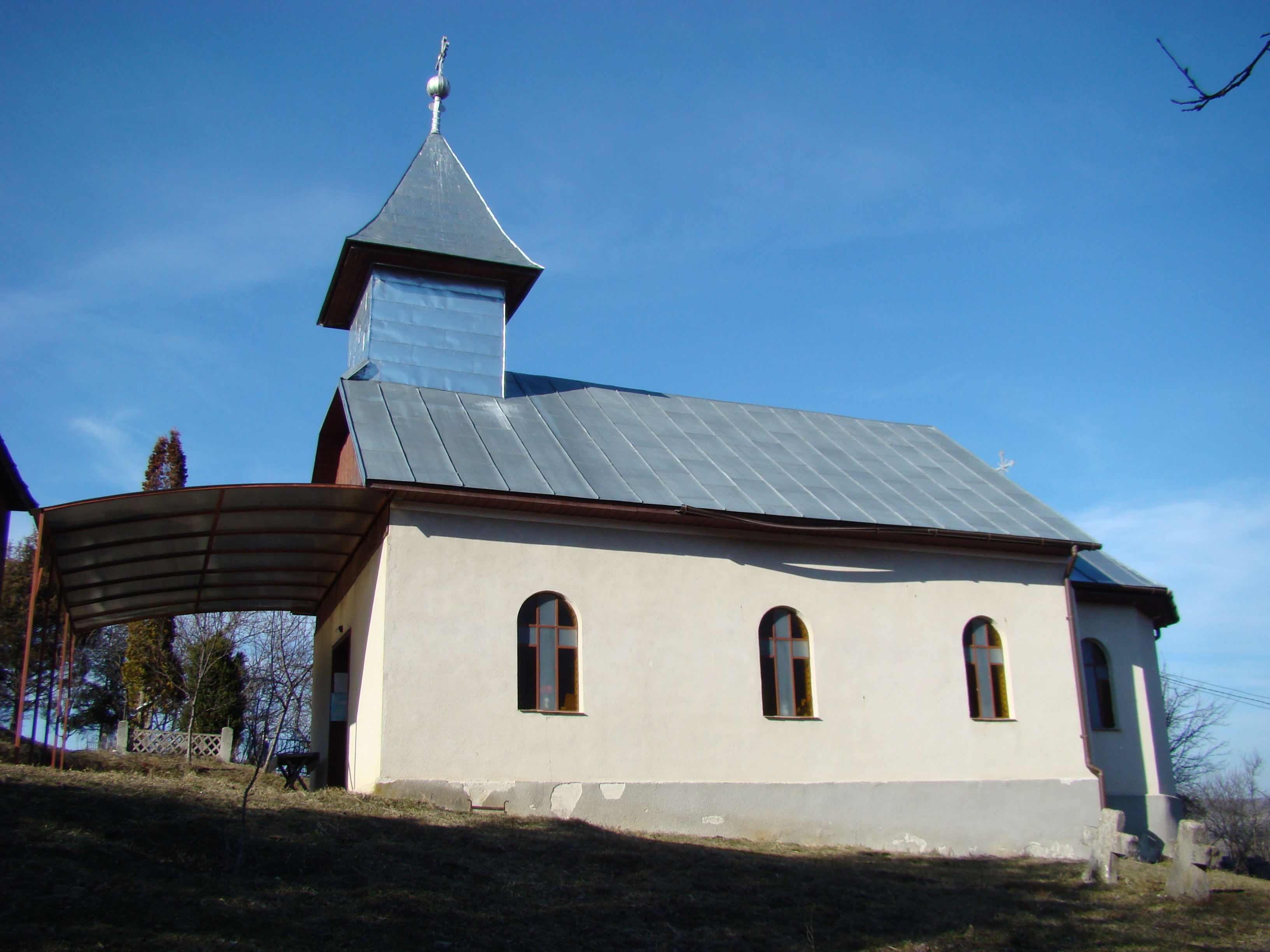
Biserica ortodoxă cu hramul „Sfinții Arhangheli Mihail și Gavriil”
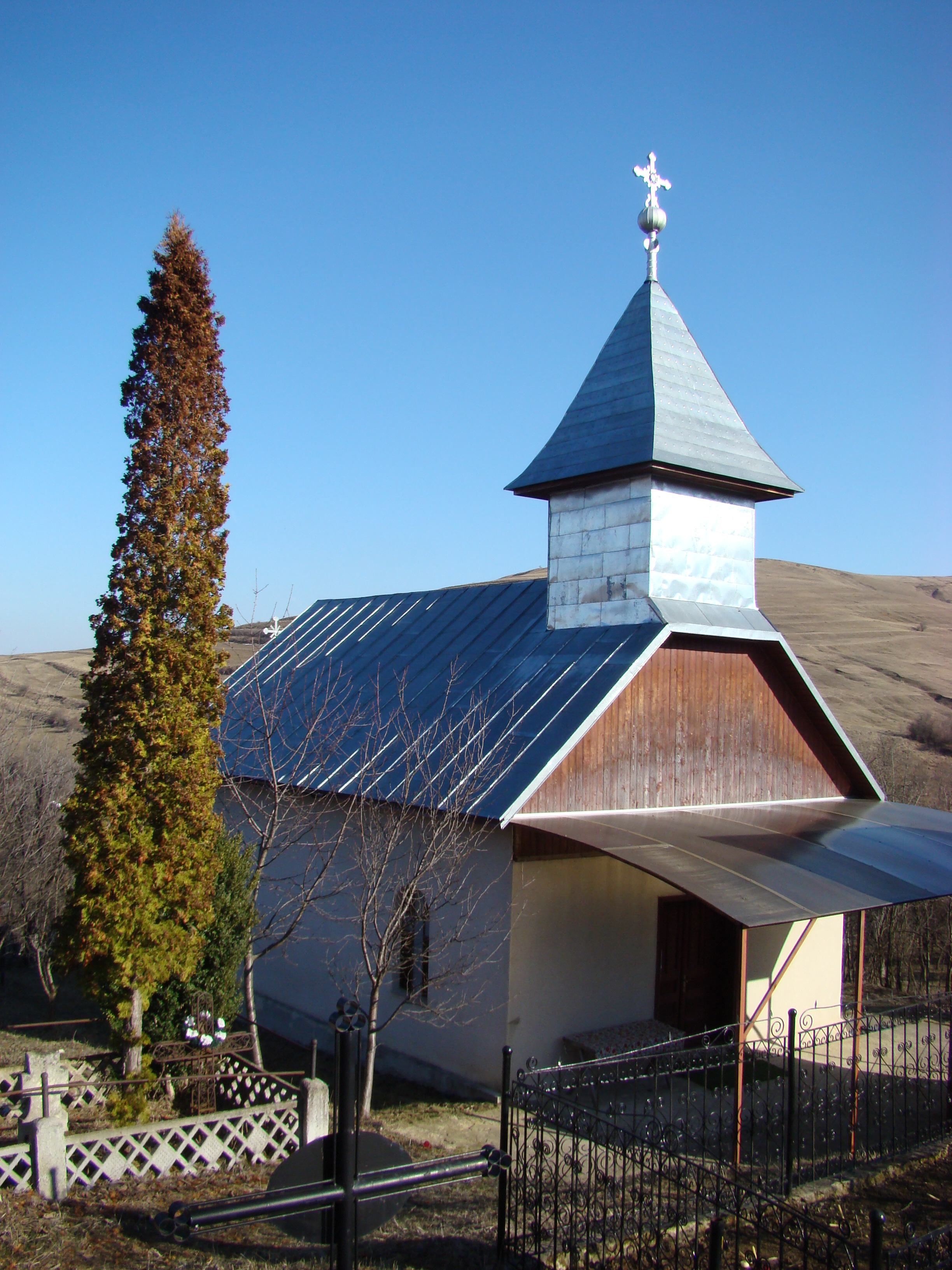
Biserica ortodoxă cu hramul „Sfinții Arhangheli Mihail și Gavriil”
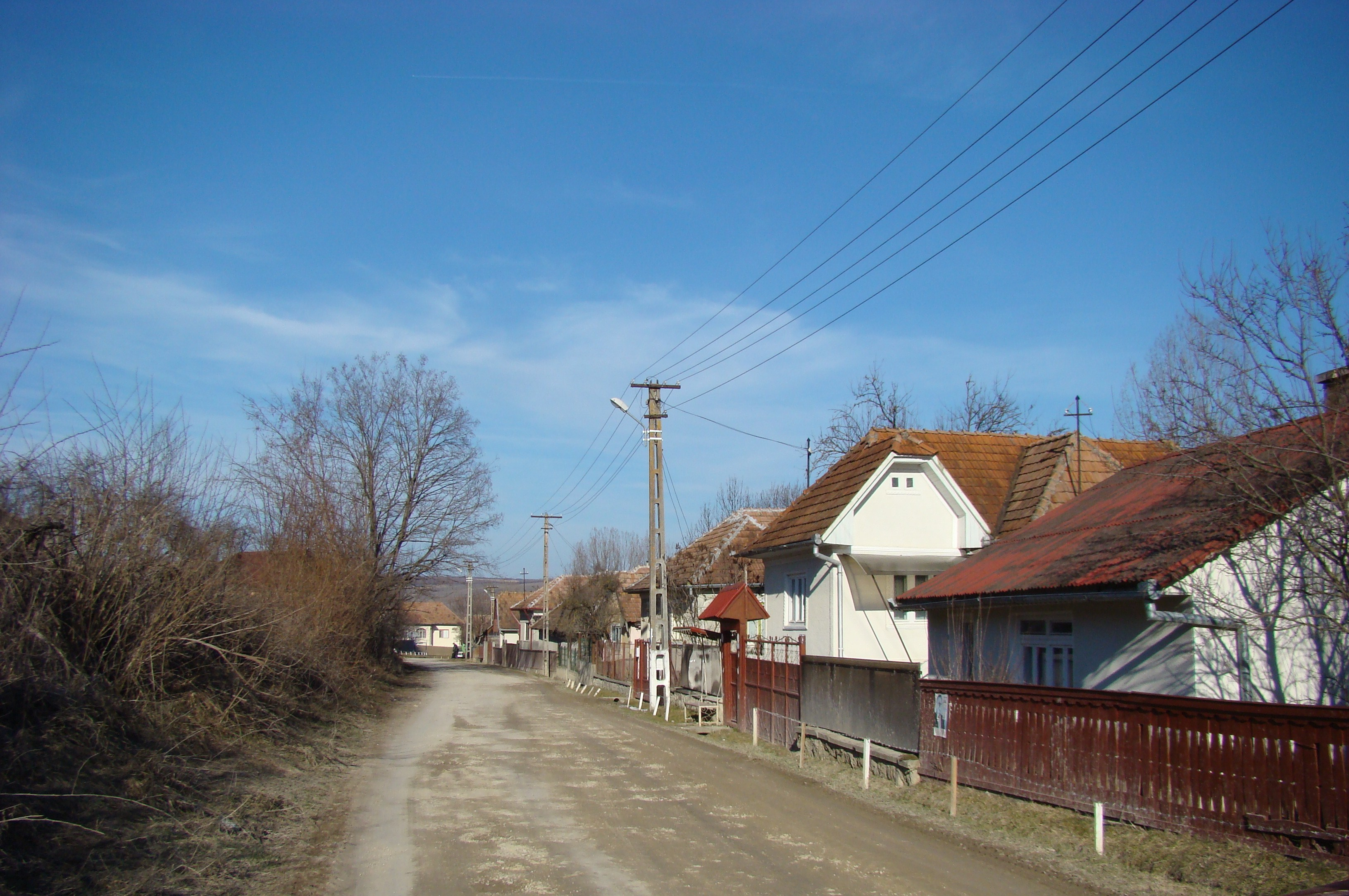
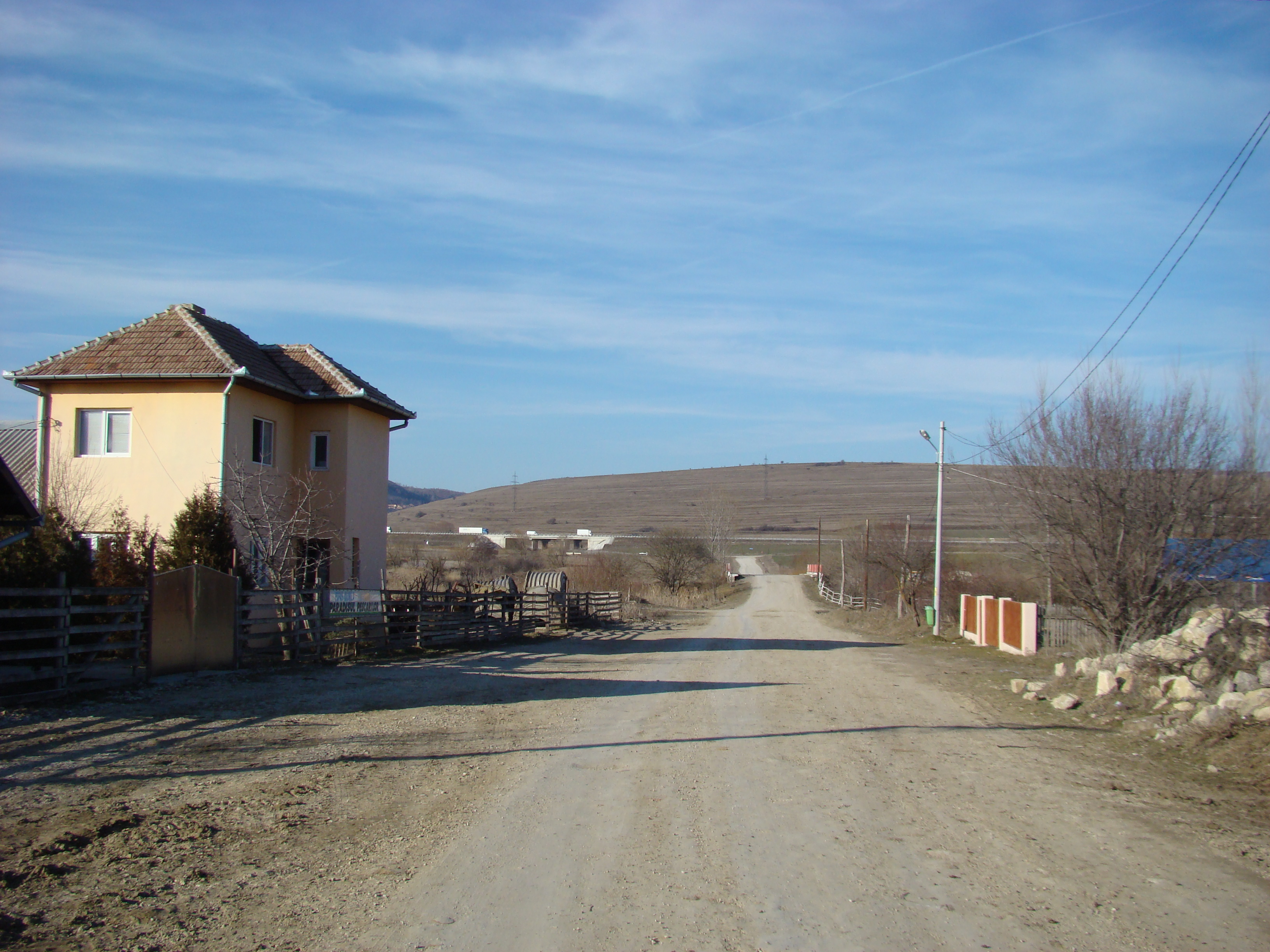